# Нура (Ошская область)
Нура (кирг. Нура) — село в Алайском районе Ошской области Кыргызстана. Входит в состав Сары-Ташского айылного аймака.

## География
Село расположено в южной части области, в высокогорной зоне, на правом берегу реки Нуры, на расстоянии приблизительно 81 километра (по прямой) к юго-востоку от села Гульча, административного центра района. Абсолютная высота — 2931 метр над уровнем моря.

## Население
Согласно оценочным данным Национального статистического комитета Кыргызской Республики, численность населения села на начало 2023 года составляла 1136 человек.
| год     | 2009 | 2014 | 2015 | 2020 | 2021 | 2023 |
| ------- | ---- | ---- | ---- | ---- | ---- | ---- |
| человек | 891  | 974  | 991  | 1070 | 1101 | 1136 |